# Rudolf Junges
Rudolf Junges (* 12. Februar 1909 in Aachen; † unbekannt) war ein deutscher Diplomat.

## Leben
Der Vater von Rudolf Junges war Dr. Josef Junges (* 1882; † 1950), Kommanditgesellschafter eines Reisebüros für kulturelle Fahrten KG und später Landeskommissar für das Flüchtlingswesen. Rudolf Junges studierte Rechtswissenschaft und absolvierte 1936 das erste juristische Staatsexamen. 1928 wurde er Mitglied der katholischen Studentenverbindung K.D.St.V. Bavaria Berlin. Von 1936 bis September 1939 arbeitete er als Journalist und Schriftleiter.
Nach dem 8. Mai 1945 war er Mitarbeiter des Deutschen Roten Kreuzes, das in seiner Führung eng mit der SS verwoben war, so dass es vom Alliierten Kontrollrat verboten wurde.
Rudolf Junges unterhielt gute Beziehungen zu den Besatzungsbehörden. Über Lizenzvergaben und Papierzuteilungen regelten diese die Publikation von Zeitungen. Im Mai 1946 war Junges unter anderem Chefredakteur der Rhein-Zeitung.
Von Februar 1949 bis Oktober 1953 leitete er das Büro des Christlich Demokratischen Pressedienstes in Bonn. 1952 wurde auf die Initiative von Junges das Internationale Komitee zur Verteidigung der westlichen Zivilisation gegründet. Im Oktober 1953 trat er in den auswärtigen Dienst. Von Oktober 1953 bis März 1956 war er Pressereferent der Botschaft in Madrid. Von März 1956 bis Februar 1960 wurde er im Refertat Bundestag des Auswärtigen Amtes beschäftigt. Im Juni 1959 wurde er zum Legationsrat Erster Klasse befördert. Ab Februar 1960 war in Montevideo akkreditiert. In 1964 wurde er als Botschafter der Bundesrepublik Deutschland in die Elfenbeinküste entsandt. Ende Mai 1969 legte Junges seinen Akkreditierungsbrief bei der Regierung der Republik Senegal vor, womit er York Alexander von Wendland ablöste, welcher Botschafter in Valletta wurde. Zum Ende seiner Karriere wurde er Deutscher Generalkonsul in Amsterdam.

## Ehrungen
- 1968: Verdienstkreuz 1. Klasse der Bundesrepublik Deutschland